# Феодор (Текучёв)

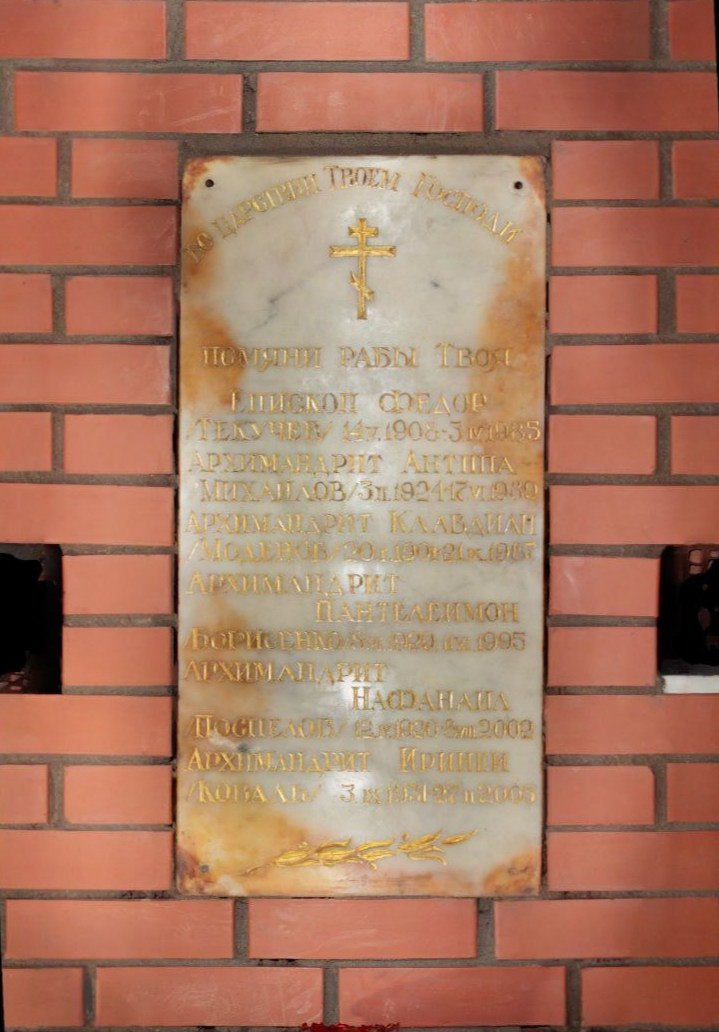
Место погребения епископа Федора (Текучева) в Богозданных пещерах

Епископ Феодор (в миру Дмитрий Васильевич Текучёв; 14 (26) мая 1908, слобода Маньково-Калитвенская, Донецкий округ, Область Войска Донского — 3 апреля 1985, Псково-Печерский монастырь) — епископ Русской православной церкви, епископ Сан-Францисский и Калифорнийский. Духовный писатель.

## Биография
Родился 14 мая 1908 года в слободе Маньково-Калитвенской Донецкого округа Области Войска Донского (ныне Чертковский район Ростовской области), в семье служащего, происходившего из донских казаков станицы Верхне-Курмоярской.
В 1918 году окончил церковно-приходскую школу в городе Новочеркасске и там же продолжил образование в средней школе.
В 1919 году выехал за границу, где в 1925 году завершил среднее образование в Британской школе в Эренкёе, под Константинополем. Затем поступил в Православный Богословский институт в Париже, в котором изучал богословские дисциплины у таких известных профессоров как протоиерей Сергий Булгаков, А. В. Карташёв, Г. В. Флоровский, С. С. Безобразов и других. В 1929 году окончил богословский институт со степенью кандидата богословия.
28 марта 1930 года в храме Сергиевского подворья в Париже митрополитом Евлогием (Георгиевским) был пострижен в монашество, 30 марта того же года епископом Вениамином (Федченсковым), бывшим Севастопольским, рукоположен во иеродиакона, а 25 мая того же года в кафедральном Александро-Невском соборе в Париже митрополитом Евлогием поставлен во иеромонаха и назначен исполняющим обязанности настоятеля русского православного прихода в городе Виши, Франция.
Когда митрополит Евлогий в 1931 году вместе с подчинёнными ему русскими приходами перешёл в юрисдикцию патриарха Константинопольского, иеромонах Феодор остался верен Русской православной церкви и стал служить в клире Трёхсвятительского подворья в Париже. С 9 июня 1931 года временно исполнял обязанности священнослужителя для православных, находящихся в каноническом подчинении Московской Патриархии в Ницце и других близлежащих местах.
21 сентября 1936 года переехал из Франции в США, где был назначен священником Серафимовского подворья в Нью-Йорке и секретарём архиепископа Алеутского и Северо-Американского Вениамина, экзарха Московской Патриархии.
В 1937 году был назначен настоятелем Свято-Николаевского собора в городе Сан-Франциско с возведением в сан игумена. Состоял благочинным Западной Америки. В 1943 году был переведён настоятелем Свято-Георгиевского собора в Чикаго.
Постановлением Священного Синода Русской Православной Церкви от 20 октября 1943 года ему определено быть епископом Аргентинским, викарием Северо-Американской епархии.
5 декабря митрополитом Алеутским Вениамином был возведён в сан архимандрита, а 12 декабря того же года в Свято-Георгиевском соборе Чикаго хиротонисан во епископа Аргентинского. Хиротонию совершали митрополит Алеутский Вениамин (Федченков), епископы Американский и Канадский Дионисий (Миливоевич) (Сербский Патриархат) и Чикагский Герасим (Илиас) (Константинопольский Патриархат).
Продолжал жить в США, поскольку аргентинские власти не дали согласия на его въезд в страну. Русские прихожане, покинувшие Свято-Троицкий храм, в 1942—1946 годы объединились в храме во имя великомученика Георгия Победоносца в Буэнос-Айресе (Антиохийский Патриархат), настоятель которого архимандрит Игнатий (Абуррус), выпускник русской духовной академии, с любовью принял русских эмигрантов, совершал для них богослужения на церковнославянском языке. В ответ на просьбу русских православных прихожан в Аргентине Священный Синод РПЦ 29 июня 1946 года постановил преобразовать Аргентинское викариатство в Аргентинскую и Южноамериканскую епархию в составе Алеутского и Североамериканского экзархата (с 1947 года — экзархат Северной и Южной Америки). 7 апреля следующего года епископ Феодор прибыл в Буэнос-Айрес. Первоначально поселился в семье Шостаковских, поборников Патриаршей Церкви. Все русские православные храмы в Аргентине тех лет находились в юрисдикции РПЦЗ, и епископ Феодор временно совершал богослужения в храме святого великомученика Георгия Победоносца Антиохийского Патриархата.
Через несколько дней после приезда епископа Феодора при храме великомученика Георгия прошло собрание русской общины, которое постановило найти помещение и средства для первого храма Аргентинской и Южноамериканской епархии. В июне 1947 года был куплен дом и перестроен под храм, освященный епископом Феодором 10 июля 1947 года в честь Благовещения Пресвятой Богородицы; в тот же день прошло организационное собрание, избравшее церковноприходской совет. Вскоре начал действовать епархиальный совет, в состав которого вошли епископ Феодор (председатель), первый настоятель Благовещенского храма священник Евфимий Мамин, П. П. Шостаковский и В. Ф. Римский-Корсаков.
В 1948 году церковноприходской совет Благовещенского храма представил в Министерство юстиции и Министерство иностранных дел и культов Аргентины приходской устав и просил о регистрации прихода. Однако в результате враждебных действий «Русской православной общины» в марте 1952 года приходу Благовещенского храма было отказано в регистрации, Министерство иностранных дел не признало епископа Феодора представителем Московского Патриархата, что вынудило архиерея в июле 1952 года покинуть страну. Правительство издало декрет о запрете деятельности в Аргентине РПЦ МП, Благовещенский храм был временно закрыт. Однако после настойчивых обращений церковноприходского совета 28 сентября 1952 года правительство Аргентины отменило запрет на деятельность прихода. 6 мая 1953 года Благовещенский храм получил права юридического лица и деятельность РПЦ в Аргентине была легализована, но епископу Феодору было отказано в регистрации и разрешении жить в стране. Ранее из страны по требованию Константина Изразцова был выслан и епископ РПЦЗ Пантелеимон (Рудык).
В июле 1952 года он был назначен епископом Сан-Францисским и Калифорнийским.
Однако и сюда визы на въезд ему не дали — это были годы «холодной войны», и архиерей, неизменно остающийся в юрисдикции Московского Патриархата, казался американским властям личностью подозрительной, несмотря на то что епископ Феодор всегда был далёк от политики. Тогда Патриарх Алексий I, благословил его на возвращение на Родину и всячески способствовавший этому практически.
8 марта 1956 года прибыл в Москву и был определён на жительство в Одесский Успенский монастырь. В ноябре того же года уволен на покой.
В силу его «белоэмигрантского» прошлого советская власть, несмотря на свойственный епископу Феодору искренний патриотизм, и по возвращении его на Родину не доверяла ему и не позволила Московской Патриархии предоставить владыке архиерейскую кафедру.
В 1957 году был переведён в Гербовецкий Успенский монастырь в Молдавии, в 1961 году переведён в Кицманский монастырь, а в 1962 году — в Куприяновский монастырь. Переводы из одного монастыря в другой были вызваны их закрытием во времена хрущёвских гонений на церковь.
В конце того же года местом пребывания ему был определён Успенский Псково-Печерский монастырь.
В 1967 году в связи с отъездом архиепископа Псковского и Порховского Иоанна в паломническую поездку в Святую Землю, совершал богослужения в Псковском Троицком кафедральном соборе.
В 1985 году здоровье епископа Феодора сильно ухудшилось. Скончался утром 3 апреля 1985 года. 5 апреля митрополит Псковский и Порховский Иоанн (Разумов) в сослужении монастырской братии и клириков Псковской и других епархий при множестве мирян совершил отпевание. Погребён в Псково-Печерском монастыре.

## Сочинения
- Догматическое обоснование иконопочитания по святым отцам и учителям Церкви (кандидатское сочинение).
- Акафист святому равноапостольному Николаю, просветителю Японии (машинопись), Псково-Печерский монастырь, 1977.
- Памяти митрополита Вениамина (Федченкова) // Журнал Московской Патриархии. 1981. — № 7. — С. 10-13.
  - Памяти митрополита Вениамина (Федченкова) // Малков Ю. Г., Малков П. Ю. У пещер Богом зданных: Псково-печерские подвижники благочестия XX века. — М.: Правило веры, 1999. — С. 325—331
- Истина всегда победоносна / Сост. диакона Георгия Малкова, П. Ю. Малкова. — М.: Изд-во Сретенского монастыря, 2009. — 720 с.: ил. — (Подвижники благочестия XX века).